# Luís Fernando Gaúcho
Luís Fernando Trieweiler (Campo Bom, 29 de março de 1955), mais conhecido como Luís Fernando Gaúcho, é um ex-futebolista brasileiro que atuava como atacante.
Atuou nas décadas de 70 e 80 no futebol brasileiro e no futebol mexicano e NASL.

## Carreira
Descoberto no XV de Novembro de Campo Bom, Luis Fernando iniciou sua carreira no Sport Club Internacional de Porto Alegre em 1972. No Inter, foi artilheiro e campeão da Copa São Paulo de Juniores de 1974 e integrou a equipe campeã e bicampeã brasileira de 1975/76 e da equipe octacampeã gaúcha de 1978.
Em 1977, transferiu-se por empréstimo, sem preço de passe fixado, para o América-SP, sob a presidência de Benedito Teixeira, o "Birigui". No clube, foi artilheiro do Campeonato Paulista de Futebol de 1979 com 21 gols.
Em abril de 1980 foi vendido ao Los Angeles Aztecs por 15 milhões de cruzeiros.
Entre os anos de 1980-1984, também jogou no América do México e no Tampa Bay Rowdies, também pertencente a liga de futebol dos Estados Unidos, a NASL.
Atuou ainda no São Paulo Futebol Clube e no Grêmio Foot-Ball Porto Alegrense.